# Skinhead Attitude
Skinhead Attitude é um documentário do diretor suíço Daniel Schweizer, que apresenta a história do movimento skinhead desde sua origem no final dos anos 60, e um estudo sobre a atual cultura dos diferentes ramos contemporâneos na Europa, Estados Unidos e Canadá, que vai desde os skinhead anti-racistas que simplesmente amam a música e a moda, até os boneheads da extrema-direita neo-nazista.

## Enredo
Construído ao redor de uma viagem de descoberta da skinhead francesa de 22 anos, Karole, o documentário inclui entrevistas com várias pessoas atuantes na cena skinhead, especialmente músicos de punk rock, ska e oi! como Laurel Aitken, Bad Manners, Roddy Moreno, Jimmy Pursey, Los Fastidios, entre outros, cujos estilos musicais dão forma ao movimento, bem como skinheads comuns de ambos os lados do espectro político. Ligações com organizações terroristas de extrema-direita como o Combat 18 são explorados.
Na América do Norte, seqüências extensas são dedicadas aos confrontos mais violentos entre as facções anti-racistas e racistas, o que resultou no assassinato recente de dois skinheads anti-racistas em Las Vegas, um branco e outro negro.
Embora sem questionar a posição ao lado dos skinheads anti-racistas, o documentário tenta ser imparcial ao mostrar a cultura skinhead e sua atual fragmentação politica, que a dividiu em duas vertentes completamente opostas e conflitantes, uma racista e outra anti-racista.

## Trilha sonora
Em 2003, um álbum com a trilha sonora do documentário, foi lançado pelo selo alemão Diggle Records.